# Biermann István
Biermann István (Bécs, 1891. július 11. – Moszkva, 1937. augusztus 16.) magántisztviselő, pártmunkás. A Magyarországi Tanácsköztársaság idején a Budapesti Központi Forradalmi Munkás- és Katonatanács elnöke volt, a bukás után börtönbe került, majd internálták, 1922-ben pedig a Szovjetunióba került, ahol először a Komintern fordítójaként működött, majd különböző gazdasági pozíciókat töltött be.

## Élete
Kétéves volt, amikor szüleivel a magyar fővárosba költözött. Itt járt iskolába, majd felvételt nyert az Alkotmány utcai felsőkereskedelmi iskolába, ahol 1908-ban érettségi vizsgát tett, s banki hivatalnoknak állt. 21 évesen a Magánalkalmazottak Szövetségének és a VII. kerületi MSZDP szervezetnek, később végrehajtó bizottságának is tagja lett. Részt vett a vérvörös csütörtökön, a világháború kirobbanása után pedig katonának jelentkezett. Először az orosz, majd az olasz fronton harcolt. Egy időre betegszabadságra visszatért a fővárosba, majd jelentkezett a Pesti Magyar Kereskedelmi Bankba, ahová 1918 elején felvették. Nem sokkal később bekapcsolódott a forradalmi szocialisták munkájába, s részt vett a lánchídi csatában. Egyik előkészítője volt a KMP megalakulásának, az év végén részt vett a banktisztviselők sztrájkjában. 1919 februárjában letartóztatták, majd Kun Béláékkal együtt a Gyűjtőfogházba vitték. A Magyarországi Tanácsköztársaság idején a VII. kerületi Munkás- és Katonatanács, és a Budapesti Központi Forradalmi Munkás- és Katonatanács tagja volt, amely utóbbin 1919 áprilisától ő – mint direktórium tagja, – elnökölt. Júniusban beválasztották a Szövetséges Központi Intéző Bizottságba is. Az ő irányításával zajlott le a központi tanács utolsó ülése 1919. augusztus 1-jén. A bukás után bujkálni kényszerült 1919. október 2-án mégis letartóztatták. A Budapesti Büntetőtörvényszék 1920. december 23-án kelt 6302/920. számú ítélete alapján 1 év 4 hónap börtönre ítélték, melynek letöltése után internálták Zalaegerszegre. A szovjet–magyar fogolycsere-akció keretein belül 1922-ben kiváltották, s a Szovjetunióba távozott, ahol a Kommunista Internacionálé fordítója volt, később a szovjet fémiparban találta meg helyét. 1924-ben a Glavmetal képviselőjeként a Népgazdasági Tanács tagjává vált, 5 év múlva pedig a tervgazdasági osztály vezetője lett. Időközben (1928-tól) az UKP (Ukrán Kommunista Párt) Központi Bizottságának egyik tagja volt. 1932-től gyárigazgatóként működött, s munkájának elismerése végett 1935-ben megkapta a Lenin-rendet. Küldött volt az SZKP XVII. pártkonferenciáján. Vérmérgezés okozta halálát.